# Crossings
Albums de Herbie Hancock
Mwandishi
(1970) Sextant
(1972)
Crossings est un album d'Herbie Hancock sorti en 1972.

## Titres
| No | Titre          | Durée |
| -- | -------------- | ----- |
| 1. | Sleeping Giant | 24:50 |
| 2. | Quasar         | 7:27  |
| 3. | Water Torture  | 14:04 |

## Musiciens
- Herbie Hancock -  Piano électrique, Mellotron, Percussions
- Eddie Henderson - Trompette, Flugelhorn, Percussions
- Billy Hart - Batterie, Percussions
- Julian Priester - Basse, Trombones ténor et alto, Percussions
- Buster Williams - Basse, Percussions
- Bennie Maupin -  Saxophone soprano, Flûte alto, Clarinette basse, Piccolo, Percussions
- Patrick Gleason - Moog Synthésiseur
- Victor Pontoja - Congas
- Chant - Candy Love, Sandra Stevens, Della Horne, Victoria Domagalski, Scott Breach